# Euodynerus discogaster
Euodynerus discogaster är en stekelart som först beskrevs av Joseph Charles Bequaert 1939.  Euodynerus discogaster ingår i släktet kamgetingar, och familjen Eumenidae. Inga underarter finns listade i Catalogue of Life.